# Collegio uninominale Marche - 01 (Senato della Repubblica 2020)
Il collegio elettorale uninominale Marche - 01 è un collegio elettorale uninominale della Repubblica Italiana per l'elezione del Senato della Repubblica.

## Territorio
Come previsto dalla legge n. 51 del 27 maggio 2019, il collegio è stato definito tramite decreto legislativo all'interno della circoscrizione Marche.
È formato dal territorio dell'intera provincia di Macerata (55 comuni), dell'intera provincia di Ascoli Piceno (33 comuni) e dell'intera provincia di Fermo (40 comuni).
Il collegio è parte del Collegio plurinominale Marche - 01.

## Eletti
| Elezione | Elezione | Senatore       | Partito           |
| -------- | -------- | -------------- | ----------------- |
|          | 2022     | Elena Leonardi | Fratelli d'Italia |

## Dati elettorali

### XIX legislatura
Come previsto dalla legge elettorale, 74 senatori sono eletti con sistema a maggioranza relativa in altrettanti collegi uninominali a turno unico.
| Candidati                                 | Candidati                | Voti    | %     | Liste                                 | Voti    | %     |
| ----------------------------------------- | ------------------------ | ------- | ----- | ------------------------------------- | ------- | ----- |
|                                           | Elena Leonardi ✔️ Eletto | 169 402 | 49,03 | Fratelli d'Italia                     | 112 413 | 32,54 |
| Lega per Salvini Premier                  | Elena Leonardi ✔️ Eletto | 169 402 | 49,03 | 29 265                                | 8,47    |       |
| Forza Italia                              | Elena Leonardi ✔️ Eletto | 169 402 | 49,03 | 25 000                                | 7,24    |       |
| Noi moderati/Lupi - Toti - Brugnaro - UDC | Elena Leonardi ✔️ Eletto | 169 402 | 49,03 | 2 724                                 | 0,79    |       |
|                                           | Mirella Gattari          | 77 976  | 22,57 | Partito Democratico-IDP               | 58 947  | 17,06 |
| Alleanza Verdi e Sinistra                 | Mirella Gattari          | 77 976  | 22,57 | 9 947                                 | 2,88    |       |
| +Europa                                   | Mirella Gattari          | 77 976  | 22,57 | 7 578                                 | 2,19    |       |
| Impegno Civico - Centro Democratico       | Mirella Gattari          | 77 976  | 22,57 | 1 504                                 | 0,44    |       |
|                                           | Roberto Cataldi          | 48 194  | 13,95 | Movimento 5 Stelle                    | 48 194  | 13,95 |
|                                           | Fabio Urbinati           | 24 307  | 7,04  | Azione - Italia Viva - Calenda        | 24 307  | 7,04  |
|                                           | Andrea Spalletti         | 8 989   | 2,60  | Italexit                              | 8 989   | 2,60  |
|                                           | Filippo Pannelli         | 4 846   | 1,40  | Italia Sovrana e Popolare             | 4 846   | 1,40  |
|                                           | Elena Compagnucci        | 4 418   | 1,28  | Unione Popolare                       | 4 418   | 1,28  |
|                                           | Danilo Berardi           | 3 698   | 1,07  | Partito Comunista Italiano            | 3 698   | 1,07  |
|                                           | Giuliana Venturini       | 2 385   | 0,69  | Vita                                  | 2 385   | 0,69  |
|                                           | Cristiana De Stefano     | 1 294   | 0,37  | Alternativa per l'Italia (PdF - Exit) | 1 294   | 0,37  |
| Totale                                    | Totale                   | 345 509 | 100   |                                       | 345 509 | 100   |
|                                           |                          |         |       |                                       |         |       |
| Voti non validi                           | Voti non validi          | 16 860  | 4,65  |                                       |         |       |
| Votanti                                   | Votanti                  | 362 369 | 68,23 |                                       |         |       |
| Elettori                                  | Elettori                 | 531 122 |       |                                       |         |       |